# تاکما الونسو
تاکما الونسو (انگلیسی: Txema Alonso؛ زادهٔ ۲۹ آوریل ۱۹۷۱) بازیکن فوتبال اهل اسپانیا است.
از باشگاه‌هایی که در آن بازی کرده‌است می‌توان به باشگاه فوتبال ختافه و باشگاه فوتبال راسینگ سانتاندر اشاره کرد.
وی همچنین در تیم ملی فوتبال زیر ۲۱ سال اسپانیا بازی کرده‌است.